# ホクトビーナス
ホクトビーナスは、日本生まれの競走馬、繁殖牝馬。1989年の桜花賞2着馬。3戦2勝2着1回。半兄にホクトヘリオスがいる。

## 経歴
1989年1月にデビュー戦の新馬戦を優勝。翌2月にはうぐいす賞を連勝で制し、4月に桜花賞に出走した。同レースには収得賞金の関係から抽選による出走であり人気も6番人気であったが、厩務員の中野馨が「最高の状態。勝つつもりでいる」とコメントするなど体調は良かった。レースでは直線で一時先頭に立ったがゴール寸前でシャダイカグラに交わされ、タイム差なしの2着に敗れた。ホクトビーナスに騎乗した柴田善臣はシャダイカグラをマークし同馬が後方から進出するのを見てスパートのタイミングを遅らせる工夫を見せたが及ばず、柴田はレース後に鞭を叩きつけるほど悔しがった。
ホクトビーナスは桜花賞を最後に3戦限りで競走馬を引退し、繁殖牝馬となった。

## 競走成績
以下の内容は、netkeiba.comおよびJBISサーチに基づく。
| 競走日     | 競馬場 | 競走名     | 格  | 距離（馬場）  | 頭 数 | 枠 番 | 馬 番 | オッズ （人気） | 着順 | タイム （上り3F） | 着差 | 騎手     | 斤量 | 1着馬（2着馬）       |
| ---------- | ------ | ---------- | --- | ------------- | ----- | ----- | ----- | --------------- | ---- | ----------------- | ---- | -------- | ---- | -------------------- |
| 1989.01.28 | 東京   | 4歳新馬    |     | ダ1400m（良） | 11    | 8     | 10    | 001.80（1人）   | 01着 | 01:27.0（38.9）   | -0.6 | 柴田善臣 | 53kg | （キャロットスキー） |
| 0000.02.19 | 東京   | うぐいす賞 | 400 | ダ1600m（重） | 11    | 1     | 1     | 001.70（1人）   | 01着 | 01:38.6（39.0）   | -0.2 | 柴田善臣 | 53kg | （リアルサファイヤ） |
| 0000.04.09 | 阪神   | 桜花賞     | GI  | 芝1600m（稍） | 18    | 2     | 4     | 009.30（6人）   | 02着 | 01:37.5（37.9）   | -0.0 | 柴田善臣 | 55kg | シャダイカグラ       |

## 繁殖牝馬時代
産駒は初仔のホクトフィーバスが短距離戦線でオープン特別を4勝する活躍を見せ、3番仔のホクトペンダントは報知杯4歳牝馬特別で2着となり桜花賞への母子2代にわたって出走を果たす（結果は5着）など活躍した。しかしホクトビーナスはホクトペンダントが活躍を見せた時期に出産時の事故で死亡。その影響からホクトペンダントは急きょ引退し、ホクトビーナスの後継として繁殖牝馬となった。現在、ホクトビーナスの血は繁殖牝馬となったホクトペンダントと最後の仔ホクトスプライト（5番仔）が伝えており、ホクトペンダントの仔のビーナスラインは重賞の函館スプリントステークスを優勝した。

### 産駒一覧
|       | 生年   | 馬名               | 性 | 毛色   | 父                     | 馬主                 | 管理調教師     | 戦績       | 主な勝利競走 | 供用         | 出典  |
| ----- | ------ | ------------------ | -- | ------ | ---------------------- | -------------------- | -------------- | ---------- | ------------ | ------------ | ----- |
| 初仔  | 1991年 | ホクトフィーバス   | 牡 | 鹿毛   | ミルジョージ           | 金森森商事           | 美浦・中野隆良 | 29戦8勝    |              |              | [ 5 ] |
| 2番仔 | 1992年 | ホクトフロンティア | 牡 | 黒鹿毛 | オウインスパイアリング | 金森森商事 →佐々木勇 | 美浦・中野隆良 | 14戦2勝    |              |              | [ 6 ] |
| 3番仔 | 1993年 | ホクトペンダント   | 牝 | 鹿毛   | パークリージェント     | 金森森商事           | 美浦・中野隆良 | 8戦2勝     |              | （繁殖牝馬） | [ 7 ] |
| 4番仔 | 1995年 | ホクトブレーヴ     | 牡 | 黒鹿毛 | ダンシングブレーヴ     | 金森森商事           | 美浦・中野隆良 | （不出走） |              |              | [ 8 ] |
| 5番仔 | 1996年 | ホクトスプライト   | 牝 | 鹿毛   | トニービン             | 金森森商事           | 美浦・中野隆良 | 23戦3勝    |              | （繁殖牝馬） | [ 9 ] |

### ホクトビーナスの主要なファミリーライン
ホクトビーナス 1986
｜ホクトペンダント 1993（2勝）
｜｜ビーナスライン 2001（6勝、函館スプリントステークス）
｜ホクトスプライト 1996

## 血統表
| ホクトビーナスの血統        | ホクトビーナスの血統                           | ホクトビーナスの血統                        | （血統表の出典）                            | （血統表の出典） |
| 父系                        | ニジンスキー系                                 | ニジンスキー系                              | ニジンスキー系                              | [ § 2 ]          |
| 父 マルゼンスキー 1974 鹿毛 | 父の父Nijinsky 1967 鹿毛                       | Northern Dancer                             | Nearctic                                    | Nearctic         |
| 父 マルゼンスキー 1974 鹿毛 | 父の父Nijinsky 1967 鹿毛                       | Northern Dancer                             | Natalma                                     |                  |
| 父 マルゼンスキー 1974 鹿毛 | 父の父Nijinsky 1967 鹿毛                       | Flaming Page                                | Bull Page                                   | Bull Page        |
| 父 マルゼンスキー 1974 鹿毛 | 父の父Nijinsky 1967 鹿毛                       | Flaming Page                                | Flaring Top                                 |                  |
| 父 マルゼンスキー 1974 鹿毛 | 父の母*シル Shill 1970 鹿毛                    | Buckpasser                                  | Tom Fool                                    | Tom Fool         |
| 父 マルゼンスキー 1974 鹿毛 | 父の母*シル Shill 1970 鹿毛                    | Buckpasser                                  | Busanda                                     |                  |
| 父 マルゼンスキー 1974 鹿毛 | 父の母*シル Shill 1970 鹿毛                    | Quill                                       | Princequillo                                | Princequillo     |
| 父 マルゼンスキー 1974 鹿毛 | 父の母*シル Shill 1970 鹿毛                    | Quill                                       | Quick Touch                                 |                  |
| 母 ホクトヒシヨウ 1976 芦毛 | 母の父*ボールドリック Baldric 1961 黒鹿毛      | Round Table                                 | Princequillo                                | Princequillo     |
| 母 ホクトヒシヨウ 1976 芦毛 | 母の父*ボールドリック Baldric 1961 黒鹿毛      | Round Table                                 | Knight's Daughter                           |                  |
| 母 ホクトヒシヨウ 1976 芦毛 | 母の父*ボールドリック Baldric 1961 黒鹿毛      | Two Cities                                  | Johnstown                                   | Johnstown        |
| 母 ホクトヒシヨウ 1976 芦毛 | 母の父*ボールドリック Baldric 1961 黒鹿毛      | Two Cities                                  | Vienna                                      |                  |
| 母 ホクトヒシヨウ 1976 芦毛 | 母の母*ギャラントグロウ Gallant Glow 1968 芦毛 | Turn to Reason                              | Hail to Reason                              | Hail to Reason   |
| 母 ホクトヒシヨウ 1976 芦毛 | 母の母*ギャラントグロウ Gallant Glow 1968 芦毛 | Turn to Reason                              | Insolence                                   |                  |
| 母 ホクトヒシヨウ 1976 芦毛 | 母の母*ギャラントグロウ Gallant Glow 1968 芦毛 | Welcome Glow                                | Gallant Man                                 | Gallant Man      |
| 母 ホクトヒシヨウ 1976 芦毛 | 母の母*ギャラントグロウ Gallant Glow 1968 芦毛 | Welcome Glow                                | Candlelight F-No.4-r                        |                  |
| 母系(F-No.)                 | 4号族(FN:4-r)                                  | 4号族(FN:4-r)                               | 4号族(FN:4-r)                               | [ § 3 ]          |
| 5代内の近親交配             | Princequillo 4×4=12.50%、Menow 5・5×5=9.38%    | Princequillo 4×4=12.50%、Menow 5・5×5=9.38% | Princequillo 4×4=12.50%、Menow 5・5×5=9.38% | [ § 4 ]          |
| 出典                        | 1. 2. 3. 4.                                    | 1. 2. 3. 4.                                 | 1. 2. 3. 4.                                 | 1. 2. 3. 4.      |

- 半兄ホクトヘリオス（父*パーソナリティ、前出）は中山記念 (GII) ほか重賞5勝、 半弟ホクトフィル（父*クリスタルグリッターズ）は朝日杯3歳ステークス (GI) 3着[11]。